# پارک ملی خونگو خان
پارک ملی خونگو خان (به لاتین: Khogno Khan National Park) یک پارک ملی در مغولستان است که در استان بولگن واقع شده‌است.